# Юріс Шіцс
Юріс Шіцс (латис. Andris Šics; 26 квітня 1983, Сігулда, Латвія) — латвійський саночник, який виступає в санному спорті, здебільшого в парному розряді, на професіональному рівні з 2004 року. Дебютував в національній команді, як учасник зимових Олімпійських ігор в 2006 році (6 місце), а в 2010 році в Ванкувері здобув срібну медаль в парному розряді. Входить до десятки найкращих саночників світу, успішно виступає разом з братом Андрісом Шіцсом з 2004 року, здобуваючи численні призові місця на світових та європейських форумах саночників.